# Holstein-Gottorp

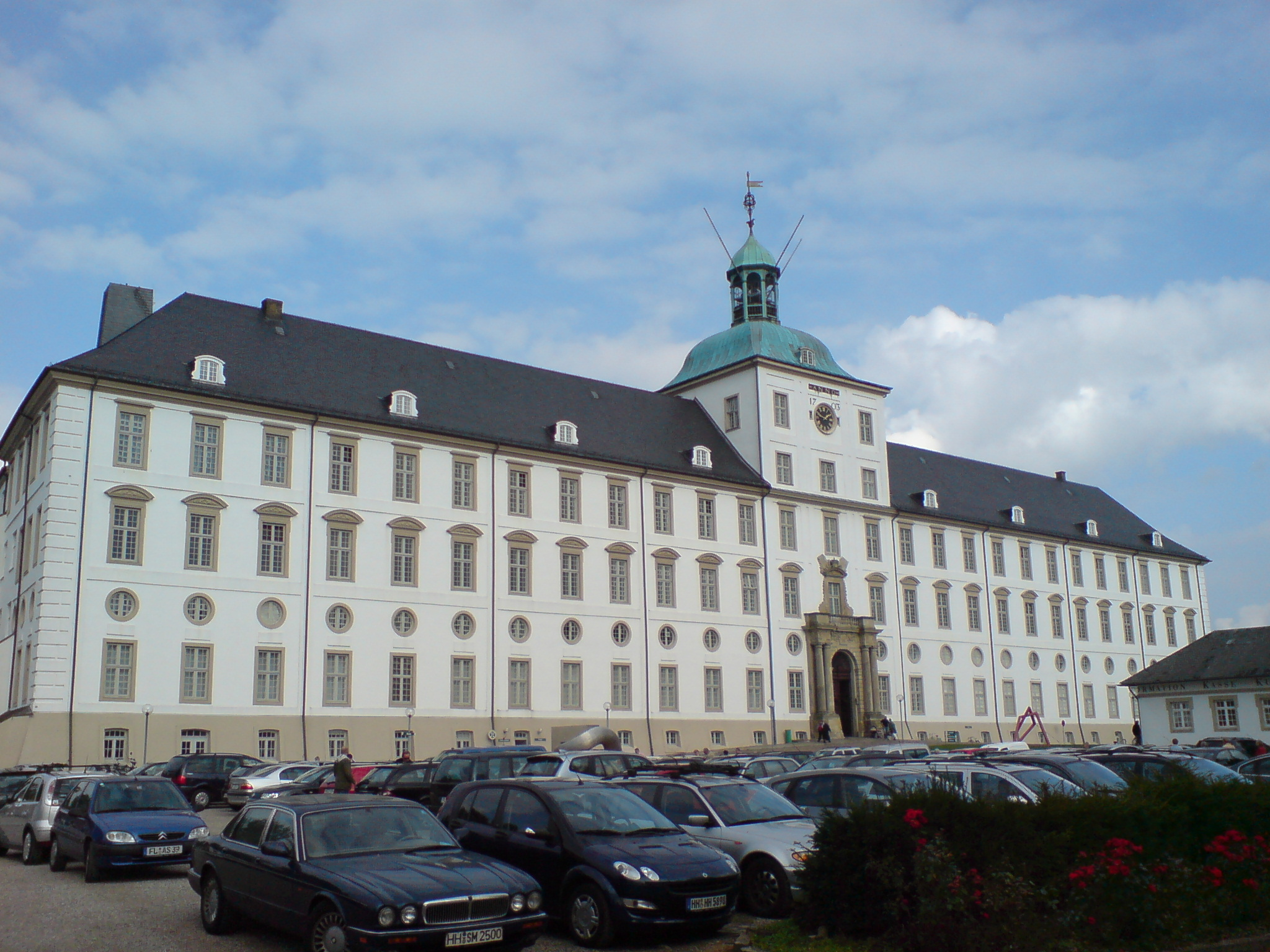
El Castillo de Gottorp, en la ciudad de Schleswig.

Holstein-Gottorp o Schleswig-Holstein-Gottorp (pronunciado /ˌʃleːsvɪç ˈhɔlʃtaɪn/ⓘ)  es el nombre historiográfico, así como el nombre abreviado contemporáneo, de las partes de los ducados de Schleswig y Holstein, también conocidas como «Holstein ducal», que fueron gobernadas por los duques de Schleswig-Holstein-Gottorp desde 1544 hasta 1773. Formó parte de Dinamarca y del Sacro Imperio Romano Germánico, pero fue virtualmente un Estado independiente durante buena parte de su historia. A pesar de sus orígenes daneses, fue a veces enemigo de Dinamarca, aliado importante del reino de Suecia y hacia el final de su historia entabló una alianza dinástica con el Imperio ruso. Los territorios de Gottorp se encuentran hoy en las actuales Dinamarca (distrito de Jutlandia Meridional) y Alemania (estado federado de Schleswig-Holstein).
El nombre de Holstein-Gottorp procede de Holstein, el antiguo ducado dano-germano que le dio origen, y del castillo de Gottorp, en la ciudad de Schleswig, en el ducado de Schleswig, donde el primer duque fijó su residencia y que luego será residencia principal de sus sucesores. También es el nombre de la casa ducal, que logró acceder a varios tronos. Por esa razón, los genealogistas e historiadores a veces usan el nombre de Holstein-Gottorp para dinastías relacionadas de otros países.
El título formal adoptado por estos gobernantes fue «duque de Schleswig, Holstein, Dithmarschen y Stormarn», pero ese título también fue utilizado por sus parientes, los reyes de Dinamarca y sus ramas cadetes, ya que era propiedad común de todos estos agnados. La rama de Gottorp tenía Landeshoheit (superioridad territorial) sobre el ducado de Holstein en el Sacro Imperio Romano Germánico y sobre el ducado de Schleswig en el reino de Dinamarca.[cita requerida] Por conveniencia, se utiliza el nombre Holstein-Gottorp en lugar del técnicamente más correcto «duque de Schleswig y Holstein en Gottorp».[cita requerida]
El más antiguo de los títulos ducales era el de Schleswig, que había sido confirmado en feudo a un pariente real por la reina regente Margarita I de Dinamarca, Suecia y Noruega en 1386 en nombre de su hijo, Olaf II de Dinamarca. En 1474, el emperador Federico III del Sacro Imperio Romano Germánico otorgó Holstein como feudo imperial a los reyes de Dinamarca.

## Historia
El rey Cristián III de Dinamarca cedió en 1544 el territorio de Holstein-Gottorp a su medio hermano Adolfo. El ducado formaba parte de los antiguos ducados de Schleswig y de Holstein, que habían sido repartidos entre Adolfo, su hermano Juan y Cristián III. Adolfo escogió el territorio donde estaba el castillo de Gottorp, de donde proviene el nombre del ducado. El ducado sería vasallo de Dinamarca. De modo paralelo, Holstein-Gottorp también era un ducado dentro del Sacro Imperio Romano Germánico.
Durante la guerra de los Treinta Años, se tensaron las relaciones entre el ducado y el rey de Dinamarca, pues Holstein-Gottorp había decidido, a través de alianzas matrimoniales, acercarse al reino de Suecia, el enemigo tradicional de Dinamarca (el rey sueco Gustavo II Adolfo era nieto de Adolfo de Holstein-Gottorp). En 1654, la hija de Federico III, Eduviges Leonor de Holstein-Gottorp fue dada en matrimonio al rey sueco Carlos X Gustavo. Holstein-Gottorp otorgó apoyo estratégico a Suecia en la guerra sueco-danesa que estalló en 1657, cuando el rey danés invadió territorios suecos en Alemania. La guerra fue demasiado costosa para Dinamarca, y en el Tratado de Roskilde de 1658 se estipuló que el ducado de Holstein-Gottorp ya no sería más vasallo del rey danés.
La alianza del ducado con Suecia continuó. En 1698, el duque Federico IV  se casó con la hija mayor de Carlos XI de Suecia, la princesa Eduviges Sofía, y el duque participó al lado del monarca sueco en la Gran Guerra del Norte, esta vez con resultados adversos. Tras la guerra, el hijo del duque, Carlos Federico, tuvo que ceder Schleswig y otros territorios a Dinamarca.
Holstein-Gottrop fue cogobernante de los Ducados de Schleswig, Holstein, Gottorp con el Rey de Dinamarca hasta 1713.
Con la pérdida de Schleswig, el duque Carlos Federico buscó una alianza con el Imperio ruso. Logró casarse con la hija mayor del zar Pedro el Grande, Ana Petrovna Románova, y obtener la promesa de ayuda para recuperar los territorios perdidos. El zar no pudo cumplir su promesa. Sin embargo, del matrimonio nació Carlos Pedro Ulrico, quien se convertiría en duque de Holstein-Gottorp y en heredero de su tía materna, la emperatriz Isabel I de Rusia, que no había tenido descendencia.
Carlos Pedro Ulrico accedió al trono ruso en 1762 con el nombre de Pedro III. Pedro decidió firmar la paz con Prusia, apartarse de la guerra de los Siete Años y concentrar la fuerza del ejército ruso para entrar en guerra con Dinamarca. Esta estrategia fue muy criticada en Rusia. Los ejércitos ruso y danés se aproximaron a menos de 30 km en Mecklemburgo, pero los rusos regresaron a su tierra cuando se supo la noticia del derrocamiento de Pedro a manos su propia esposa, Catalina la Grande.
Dada la minoría de edad del nuevo duque, Pablo (futuro Pablo I de Rusia), su madre Catalina decidió en 1773, en nombre de él, renunciar a los derechos del ducado de Holstein-Gottorp en favor del obispo de Lübeck, Federico Augusto, miembro también de la Casa de Holstein-Gottorp. El ducado se encontraba lejos de la política exterior rusa y para entonces sus límites eran ya demasiado confusos. El rey de Dinamarca le otorgó al obispo de Lübeck el ducado de Oldemburgo en compensación y pudo recuperar todo el antiguo territorio de Holstein-Gottorp ese mismo año. El rey se convirtió en duque de Holstein (cargo que habían ostentado los soberanos daneses desde 1474), formalmente un ducado dentro del Sacro Imperio, y el ducado de Holstein-Gottorp desapareció.

## Duques gobernantes
| Duques de Schleswig-Holstein-Gottorp | Imagen | Nombre                                                      | Natalicio y muerte | Derecho sucesorio    | Padres                                          | Cónyuge                                                                 |
| ------------------------------------ | ------ | ----------------------------------------------------------- | ------------------ | -------------------- | ----------------------------------------------- | ----------------------------------------------------------------------- |
| 1544-1586                            |        | Adolfo                                                      | 1526-1586          | Fundador de la línea | Federico I de Dinamarca y Sofía de Pomerania    | Cristina de Hesse (1543-1604)                                           |
| 1586-1587                            |        | Federico II                                                 | 1568-1587          | Hijo del anterior    | Adolfo y Cristina de Hesse                      |                                                                         |
| 1587-1590                            |        | Felipe                                                      | 1570-1590          | Hermano del anterior | Adolfo y Cristina de Hesse                      |                                                                         |
| 1590-1616                            |        | Juan Adolfo                                                 | 1575-1616          | Hermano del anterior | Adolfo y Cristina de Hesse                      | Augusta de Dinamarca (1580-1639)                                        |
| 1616-1659                            |        | Federico III                                                | 1597-1659          | Hijo del anterior    | Juan Adolfo y Augusta de Dinamarca              | María Isabel de Sajonia (1610-1684)                                     |
| 1659-1695                            |        | Cristián Alberto                                            | 1641-1695          | Hijo del anterior    | Federico III y María Isabel de Sajonia          | Federica Amalia de Dinamarca                                            |
| 1695-1702                            |        | Federico IV                                                 | 1671-1702          | Hijo del anterior    | Cristián Alberto y Federica Amalia de Dinamarca | Eduviges Sofía de Suecia (1681-1708)                                    |
| 1702-1713                            |        | Carlos Federico                                             | 1700-1739          | Hijo del anterior    | Federico IV y Eduviges Sofía de Suecia          | Ana de Rusia (1708-1728)                                                |
| Duques de Holstein-Gottorp           | Imagen | Nombre                                                      | Natalicio y muerte | Sucesor de           | Padres                                          | Cónyuge                                                                 |
| 1702-1739                            |        | Carlos Federico                                             | 1700-1739          | Hijo del anterior    | Federico IV y Eduviges Sofía de Suecia          | Ana de Rusia (1708-1728)                                                |
| 1739-1762                            |        | Carlos Pedro Ulrico (posteriormente zar Pedro III de Rusia) | 1728-1762          | Hijo del anterior    | Carlos Federico y Ana de Rusia                  | Sofía de Anhalt-Zerbst (conocida como Catalina II de Rusia) (1729-1796) |
| 1762-1773                            |        | Pablo (posteriormente zar Pablo I de Rusia                  | 1754-1801          | Hijo del anterior    | Carlos Pedro Ulrico y Catalina II de Rusia      | Sofía Dorotea de Wurtemberg (1779-1826)                                 |

## Duques titulares
Aunque el ducado desapareció en 1773, Pablo y los zares posteriores continuarían usando el título de Duque de Holstein-Gottorp de manera oficial hasta 1918. Con el asesinato de Nicolás II, el título es usado por el líder de la dinastía Romanov hasta la fecha actual, aunque de manera no oficial. 
| Duques de Holstein-Gottorp | Imagen | Nombre                                     | Natalicio y muerte | Sucesor de           | Padres                                                           | Cónyuge                                              |
| -------------------------- | ------ | ------------------------------------------ | ------------------ | -------------------- | ---------------------------------------------------------------- | ---------------------------------------------------- |
| 1773-1801                  |        | Pablo (posteriormente zar Pablo I de Rusia | 1754-1801          | Hijo del anterior    | Carlos Pedro Ulrico y Catalina II de Rusia                       | Sofía Dorotea de Wurtemberg (1779-1826)              |
| 1801-1809                  |        | Alejandro I                                | 1777-1825          | Hijo del anterior    | Pablo I y Sofía Dorotea de Wurtemberg                            | Luisa de Baden (1781-1744)                           |
| 1825-1855                  |        | Nicolás I                                  | 1796-1855          | Hermano del anterior | Pablo I y Sofía Dorotea de Wurtemberg                            | Carlota de Prusia (1798-1860)                        |
| 1855-1881                  |        | Alejandro II                               | 1818-1881          | Hijo del anterior    | Nicolás I y Carlota de Prusia                                    | María de Hesse-Darmstadt (1824-1880)                 |
| 1881-1894                  |        | Alejandro III                              | 1845-1894          | Hijo del anterior    | Alejandro II y María de Hesse-Darmstadt                          | Dagmar de Dinamarca (1847-1928)                      |
| 1894-1918                  |        | Nicolás II                                 | 1868-1918          | Hijo del anterior    | Alejandro III y Dagmar de Dinamarca                              | Alix de Hesse y del Rhine (1872-1918)                |
| 1918-1938                  |        | Cirilo Románov                             | 1876-1938          | Primo del anterior   | Vladímir Aleksándrovich Románov y María de Mecklenburgo-Schwerin | Victoria Melita de Sajonia-Coburgo-Gotha (1876-1936) |
| 1938-1992                  |        | Vladímir Kirílovich Románov                | 1917-1992          | Hijo del anterior    | Cirilo Románov y Victoria Melita de Sajonia-Coburgo-Gotha        | Leonida Bagratión (1914-2010)                        |

## Árbol genealógico de la casa Holstein-Gottorp
El árbol genealógico que sigue a continuación reconstruye el linaje de la casa de Holstein-Gottorp, sin pretender ser exhaustivo sino que quiere destacar las relaciones familiares y sucesiones dinásticas en los dominios de los Holstein-Gottorp desde 1544 hasta 1918, cuando desaparece la dinastía. 
En el siguiente árbol genealógico se usa la siguiente anotación:
- Símbolo gráfico para señalar a un rey; la imagen de la corona es aproximada y corresponde a las propias de las distintas coronas:.

| Rey de Suecia | Rey de Noruega | Emperador de Rusia | Grandes duques |
- , recuadros sombreados con borde coloreado que destacan a los distintos reyes de Dinamarca, Suecia, Noruega y Grecia, cambiando los tonos según los diferentes países.
- En una línea por debajo de los reyes (en letra más pequeña) aparecen entre paréntesis varias fechas que indican: año nacimiento-años reinado (en negrilla)-año de fallecimiento; p.e.:, «(?-925-926-932)», hace referencia a una persona nacida en fecha desconocida, que entre 925-926 fue gobernante y que falleció en 932).

| \| \| \| \| \| \| \| \| \| \| \| \| \| \| \| \| \| \| \| \| \| \| \| \| \| \| \| \| \| \| \| \| \| \| \| \| \| \| \| \| \| \| \| \| \| \| \| \| \| \| \| \| \| \| \| \| \| \| \| \| \| \| \| \| \| \| \| \| \| \| \| \| \| \| \| \| \| \| \| \| \| \| \| \| Adolfo Duque de Schleswig- Holstein-Gottorp 1526-1544-1586 \| \| \| \| \| \| \| \| \| \| \| \| \| \| \| \| \| \| \| \| \| \| \| \| \| \| \| \| \| \| \| \| \| \| \| \| \| \| \| \| \| \| \| \| \| \| \| \| \| \| \| \| \| \| \| \| \| \| \| \| \| \| \| \| \| \| \| \| \| \| \| \| \| \| \| \| \| \| \| \| \| \| \| \| \| \| \| \| \| \| \| \| \| \| \| \| \| \| \| \| \| \| \| \| \| \| \| \| \| \| \| \| \| \| \| \| \| \| \| \| \| \| \| \| \| \| \| \| \| \| \| \| \| \| \| \| \| \| \| \| \| \| \| \| \| \| \| \| \| \| \| \| \| \| \| \| \| \| \| \| \| \| \| \| \| \| \| \| \| \| \| \| \| \| \| \| \| \| \| \| \| \| \| \| \| \| \| \| \| \| \| \| \| Federico II Duque de Schleswig- Holstein-Gottorp 1568-1586-1587' \| Federico II Duque de Schleswig- Holstein-Gottorp 1568-1586-1587' \| Federico II Duque de Schleswig- Holstein-Gottorp 1568-1586-1587' \| Federico II Duque de Schleswig- Holstein-Gottorp 1568-1586-1587' \| Federico II Duque de Schleswig- Holstein-Gottorp 1568-1586-1587' \| Federico II Duque de Schleswig- Holstein-Gottorp 1568-1586-1587' \| \| \| Felipe Duque de Schleswig- Holstein-Gottorp 1570-1587-1590 \| Felipe Duque de Schleswig- Holstein-Gottorp 1570-1587-1590 \| Felipe Duque de Schleswig- Holstein-Gottorp 1570-1587-1590 \| Felipe Duque de Schleswig- Holstein-Gottorp 1570-1587-1590 \| Felipe Duque de Schleswig- Holstein-Gottorp 1570-1587-1590 \| Felipe Duque de Schleswig- Holstein-Gottorp 1570-1587-1590 \| \| \| Juan Adolfo Duque de Schleswig- Holstein-Gottorp 1575-1590-1616 \| Juan Adolfo Duque de Schleswig- Holstein-Gottorp 1575-1590-1616 \| Juan Adolfo Duque de Schleswig- Holstein-Gottorp 1575-1590-1616 \| Juan Adolfo Duque de Schleswig- Holstein-Gottorp 1575-1590-1616 \| Juan Adolfo Duque de Schleswig- Holstein-Gottorp 1575-1590-1616 \| Juan Adolfo Duque de Schleswig- Holstein-Gottorp 1575-1590-1616 \| \| \| \| \| \| \| \| \| \| \| \| \| \| \| \| \| \| \| \| \| \| \| \| \| \| \| \| \| \| \| \| \| \| \| \| \| \| \| \| \| \| \| \| \| \| Federico II Duque de Schleswig- Holstein-Gottorp 1568-1586-1587' \| Federico II Duque de Schleswig- Holstein-Gottorp 1568-1586-1587' \| Federico II Duque de Schleswig- Holstein-Gottorp 1568-1586-1587' \| Federico II Duque de Schleswig- Holstein-Gottorp 1568-1586-1587' \| Federico II Duque de Schleswig- Holstein-Gottorp 1568-1586-1587' \| Federico II Duque de Schleswig- Holstein-Gottorp 1568-1586-1587' \| \| \| Felipe Duque de Schleswig- Holstein-Gottorp 1570-1587-1590 \| Felipe Duque de Schleswig- Holstein-Gottorp 1570-1587-1590 \| Felipe Duque de Schleswig- Holstein-Gottorp 1570-1587-1590 \| Felipe Duque de Schleswig- Holstein-Gottorp 1570-1587-1590 \| Felipe Duque de Schleswig- Holstein-Gottorp 1570-1587-1590 \| Felipe Duque de Schleswig- Holstein-Gottorp 1570-1587-1590 \| \| \| Juan Adolfo Duque de Schleswig- Holstein-Gottorp 1575-1590-1616 \| Juan Adolfo Duque de Schleswig- Holstein-Gottorp 1575-1590-1616 \| Juan Adolfo Duque de Schleswig- Holstein-Gottorp 1575-1590-1616 \| Juan Adolfo Duque de Schleswig- Holstein-Gottorp 1575-1590-1616 \| Juan Adolfo Duque de Schleswig- Holstein-Gottorp 1575-1590-1616 \| Juan Adolfo Duque de Schleswig- Holstein-Gottorp 1575-1590-1616 \| \| \| \| \| \| \| \| \| \| \| \| \| \| \| \| \| \| \| \| \| \| \| \| \| \| \| \| \| \| \| \| \| \| \| \| \| \| \| \| \| \| \| \| \| \| \| \| \| \| \| \| \| \| \| \| \| \| \| \| \| \| Federico III Duque de Schleswig- Holstein-Gottorp 1597-1616-1659 \| \| \| \| \| \| \| \| \| \| \| \| \| \| \| \| \| \| \| \| \| \| \| \| \| \| \| \| \| \| \| \| \| \| \| \| \| \| \| \| \| \| \| \| \| \| \| \| \| \| \| \| \| \| \| \| \| \| \| \| \| \| \| \| \| \| \| \| \| \| \| \| \| \| \| \| \| \| \| \| \| \| \| \| \| \| \| \| \| \| \| \| \| \| \| \| \| \| \| \| \| \| \| \| \| \| \| \| \| \| \| \| \| \| \| \| \| \| \| \| \| \| \| \| \| \| \| \| \| \| \| \| \| \| Cristián Alberto Duque de Schleswig- Holstein-Gottorp 1641-1659-1695 \| \| \| \| \| \| \| \| \| \| \| \| \| \| \| \| \| \| \| \| \| \| \| \| \| \| \| \| \| \| \| \| \| \| \| \| \| \| \| \| \| \| \| \| \| \| \| \| \| \| \| \| \| \| \| \| \| \| \| \| \| \| \| \| \| \| \| \| \| \| \| \| \| \| \| \| \| \| \| \| \| \| \| \| \| \| \| \| \| \| \| \| \| \| \| \| \| \| \| \| \| \| \| \| \| \| \| \| \| \| \| \| \| \| \| \| \| \| \| \| \| \| \| \| \| \| \| \| \| \| \| \| \| \| \| \| \| \| \| \| \| \| \| \| \| \| \| \| \| \| \| \| \| \| \| \| \| \| \| \| \| \| \| \| \| \| \| \| \| \| \| \| \| \| \| \| \| \| \| \| \| \| \| \| \| Federico IV Duque de Schleswig- Holstein-Gottorp 1671-1695-1702 \| Federico IV Duque de Schleswig- Holstein-Gottorp 1671-1695-1702 \| Federico IV Duque de Schleswig- Holstein-Gottorp 1671-1695-1702 \| Federico IV Duque de Schleswig- Holstein-Gottorp 1671-1695-1702 \| Federico IV Duque de Schleswig- Holstein-Gottorp 1671-1695-1702 \| Federico IV Duque de Schleswig- Holstein-Gottorp 1671-1695-1702 \| \| \| \| \| \| \| \| \| \| \| Cristián Augusto 1673-1726 \| Cristián Augusto 1673-1726 \| Cristián Augusto 1673-1726 \| Cristián Augusto 1673-1726 \| Cristián Augusto 1673-1726 \| Cristián Augusto 1673-1726 \| \| \| \| \| \| \| \| \| \| \| \| \| \| \| \| \| \| \| \| \| \| \| \| \| \| \| \| \| \| \| \| \| \| \| \| \| \| Casa de Romanov \| \| \| \| \| \| \| \| Federico IV Duque de Schleswig- Holstein-Gottorp 1671-1695-1702 \| Federico IV Duque de Schleswig- Holstein-Gottorp 1671-1695-1702 \| Federico IV Duque de Schleswig- Holstein-Gottorp 1671-1695-1702 \| Federico IV Duque de Schleswig- Holstein-Gottorp 1671-1695-1702 \| Federico IV Duque de Schleswig- Holstein-Gottorp 1671-1695-1702 \| Federico IV Duque de Schleswig- Holstein-Gottorp 1671-1695-1702 \| \| \| \| \| \| \| \| \| \| \| Cristián Augusto 1673-1726 \| Cristián Augusto 1673-1726 \| Cristián Augusto 1673-1726 \| Cristián Augusto 1673-1726 \| Cristián Augusto 1673-1726 \| Cristián Augusto 1673-1726 \| \| \| \| \| \| \| \| \| \| \| \| \| \| \| \| \| \| \| \| \| \| \| \| \| \| \| \| \| \| \| \| \| \| \| \| \| \| \| \| \| \| \| \| \| \| \| \| \| \| \| \| \| \| \| \| \| \| \| \| \| \| \| \| \| \| \| \| \| \| \| \| \| \| \| \| \| \| \| \| \| \| \| \| \| \| \| \| \| \| \| \| \| \| \| \| \| \| \| \| \| \| \| \| \| Ana de Rusia Duquesa consorte de Holstein-Gottorp 1708-1725-1728 \| Ana de Rusia Duquesa consorte de Holstein-Gottorp 1708-1725-1728 \| Ana de Rusia Duquesa consorte de Holstein-Gottorp 1708-1725-1728 \| Ana de Rusia Duquesa consorte de Holstein-Gottorp 1708-1725-1728 \| Ana de Rusia Duquesa consorte de Holstein-Gottorp 1708-1725-1728 \| Ana de Rusia Duquesa consorte de Holstein-Gottorp 1708-1725-1728 \| \| \| Carlos Federico Duque de Schleswig- Holstein-Gottorp 1700-1702-1739 \| Carlos Federico Duque de Schleswig- Holstein-Gottorp 1700-1702-1739 \| Carlos Federico Duque de Schleswig- Holstein-Gottorp 1700-1702-1739 \| Carlos Federico Duque de Schleswig- Holstein-Gottorp 1700-1702-1739 \| Carlos Federico Duque de Schleswig- Holstein-Gottorp 1700-1702-1739 \| Carlos Federico Duque de Schleswig- Holstein-Gottorp 1700-1702-1739 \| \| \| Adolfo Federico Rey de Suecia 1710-1751-1771 \| Adolfo Federico Rey de Suecia 1710-1751-1771 \| Adolfo Federico Rey de Suecia 1710-1751-1771 \| Adolfo Federico Rey de Suecia 1710-1751-1771 \| Adolfo Federico Rey de Suecia 1710-1751-1771 \| Adolfo Federico Rey de Suecia 1710-1751-1771 \| \| \| Federico Augusto I Duque de Oldemburgo 1711-1774-1785 \| Federico Augusto I Duque de Oldemburgo 1711-1774-1785 \| Federico Augusto I Duque de Oldemburgo 1711-1774-1785 \| Federico Augusto I Duque de Oldemburgo 1711-1774-1785 \| Federico Augusto I Duque de Oldemburgo 1711-1774-1785 \| Federico Augusto I Duque de Oldemburgo 1711-1774-1785 \| \| \| Jorge Luis 1719-1763 \| Jorge Luis 1719-1763 \| Jorge Luis 1719-1763 \| Jorge Luis 1719-1763 \| Jorge Luis 1719-1763 \| Jorge Luis 1719-1763 \| \| \| \| \| \| \| \| \| \| \| \| \| \| \| \| \| \| \| \| \| \| \| \| \| \| \| \| \| \| Ana de Rusia Duquesa consorte de Holstein-Gottorp 1708-1725-1728 \| Ana de Rusia Duquesa consorte de Holstein-Gottorp 1708-1725-1728 \| Ana de Rusia Duquesa consorte de Holstein-Gottorp 1708-1725-1728 \| Ana de Rusia Duquesa consorte de Holstein-Gottorp 1708-1725-1728 \| Ana de Rusia Duquesa consorte de Holstein-Gottorp 1708-1725-1728 \| Ana de Rusia Duquesa consorte de Holstein-Gottorp 1708-1725-1728 \| \| \| Carlos Federico Duque de Schleswig- Holstein-Gottorp 1700-1702-1739 \| Carlos Federico Duque de Schleswig- Holstein-Gottorp 1700-1702-1739 \| Carlos Federico Duque de Schleswig- Holstein-Gottorp 1700-1702-1739 \| Carlos Federico Duque de Schleswig- Holstein-Gottorp 1700-1702-1739 \| Carlos Federico Duque de Schleswig- Holstein-Gottorp 1700-1702-1739 \| Carlos Federico Duque de Schleswig- Holstein-Gottorp 1700-1702-1739 \| \| \| Adolfo Federico Rey de Suecia 1710-1751-1771 \| Adolfo Federico Rey de Suecia 1710-1751-1771 \| Adolfo Federico Rey de Suecia 1710-1751-1771 \| Adolfo Federico Rey de Suecia 1710-1751-1771 \| Adolfo Federico Rey de Suecia 1710-1751-1771 \| Adolfo Federico Rey de Suecia 1710-1751-1771 \| \| \| Federico Augusto I Duque de Oldemburgo 1711-1774-1785 \| Federico Augusto I Duque de Oldemburgo 1711-1774-1785 \| Federico Augusto I Duque de Oldemburgo 1711-1774-1785 \| Federico Augusto I Duque de Oldemburgo 1711-1774-1785 \| Federico Augusto I Duque de Oldemburgo 1711-1774-1785 \| Federico Augusto I Duque de Oldemburgo 1711-1774-1785 \| \| \| Jorge Luis 1719-1763 \| Jorge Luis 1719-1763 \| Jorge Luis 1719-1763 \| Jorge Luis 1719-1763 \| Jorge Luis 1719-1763 \| Jorge Luis 1719-1763 \| \| \| \| \| \| \| \| \| \| \| \| \| \| \| \| \| \| \| \| \| \| \| \| \| \| \| \| \| \| \| \| \| \| \| \| \| \| \| \| \| \| \| \| \| \| \| \| \| \| \| \| \| \| \| \| \| \| \| \| \| \| \| \| \| \| \| \| \| \| \| \| \| \| \| \| \| \| \| \| \| \| \| \| \| \| \| \| \| \| \| \| \| \| \| \| \| \| \| \| \| \| \| \| \| \| \| \| \| \| \| \| \| \| \| \| \| \| \| \| \| \| \| \| \| \| \| \| \| \| \| \| \| \| \| \| \| \| \| \| \| \| \| \| \| \| \| \| \| \| \| \| \| \| \| \| \| \| \| \| \| \| \| \| Casa de Holstein- Gottorp-Romanov \| \| \| \| \| \| \| \| \| \| \| \| \| \| \| \| \| \| \| \| \| \| \| \| \| \| \| \| \| \| \| \| \| \| \| \| \| \| \| \| \| \| \| \| \| \| \| \| \| \| \| \| \| \| \| \| \| \| \| \| \| \| \| \| \| \| \| Carlos Pedro Ulrico (Pedro III) Duque de Schleswig- Holstein-Gottorp 1728-1739-1762 Emperador de Rusia r. 1762-1762 \| Carlos Pedro Ulrico (Pedro III) Duque de Schleswig- Holstein-Gottorp 1728-1739-1762 Emperador de Rusia r. 1762-1762 \| Carlos Pedro Ulrico (Pedro III) Duque de Schleswig- Holstein-Gottorp 1728-1739-1762 Emperador de Rusia r. 1762-1762 \| Carlos Pedro Ulrico (Pedro III) Duque de Schleswig- Holstein-Gottorp 1728-1739-1762 Emperador de Rusia r. 1762-1762 \| Carlos Pedro Ulrico (Pedro III) Duque de Schleswig- Holstein-Gottorp 1728-1739-1762 Emperador de Rusia r. 1762-1762 \| Carlos Pedro Ulrico (Pedro III) Duque de Schleswig- Holstein-Gottorp 1728-1739-1762 Emperador de Rusia r. 1762-1762 \| \| \| Gustavo III Rey de Suecia 1746-1771-1792 \| Gustavo III Rey de Suecia 1746-1771-1792 \| Gustavo III Rey de Suecia 1746-1771-1792 \| Gustavo III Rey de Suecia 1746-1771-1792 \| Gustavo III Rey de Suecia 1746-1771-1792 \| Gustavo III Rey de Suecia 1746-1771-1792 \| \| \| Carlos XIII Rey de Suecia 1748-1809-1818 Rey de Noruega r. 1814-1818 \| Carlos XIII Rey de Suecia 1748-1809-1818 Rey de Noruega r. 1814-1818 \| Carlos XIII Rey de Suecia 1748-1809-1818 Rey de Noruega r. 1814-1818 \| Carlos XIII Rey de Suecia 1748-1809-1818 Rey de Noruega r. 1814-1818 \| Carlos XIII Rey de Suecia 1748-1809-1818 Rey de Noruega r. 1814-1818 \| Carlos XIII Rey de Suecia 1748-1809-1818 Rey de Noruega r. 1814-1818 \| \| \| Guillermo Duque de Oldemburgo 1754-1785-1823 \| Guillermo Duque de Oldemburgo 1754-1785-1823 \| Guillermo Duque de Oldemburgo 1754-1785-1823 \| Guillermo Duque de Oldemburgo 1754-1785-1823 \| Guillermo Duque de Oldemburgo 1754-1785-1823 \| Guillermo Duque de Oldemburgo 1754-1785-1823 \| \| \| Pedro I Duque de Oldemburgo 1755- 1823-1829 \| Pedro I Duque de Oldemburgo 1755- 1823-1829 \| Pedro I Duque de Oldemburgo 1755- 1823-1829 \| Pedro I Duque de Oldemburgo 1755- 1823-1829 \| Pedro I Duque de Oldemburgo 1755- 1823-1829 \| Pedro I Duque de Oldemburgo 1755- 1823-1829 \| \| \| \| \| \| \| \| \| \| \| \| \| \| \| \| \| \| \| \| \| \| \| \| \| \| \| \| \| \| Carlos Pedro Ulrico (Pedro III) Duque de Schleswig- Holstein-Gottorp 1728-1739-1762 Emperador de Rusia r. 1762-1762 \| Carlos Pedro Ulrico (Pedro III) Duque de Schleswig- Holstein-Gottorp 1728-1739-1762 Emperador de Rusia r. 1762-1762 \| Carlos Pedro Ulrico (Pedro III) Duque de Schleswig- Holstein-Gottorp 1728-1739-1762 Emperador de Rusia r. 1762-1762 \| Carlos Pedro Ulrico (Pedro III) Duque de Schleswig- Holstein-Gottorp 1728-1739-1762 Emperador de Rusia r. 1762-1762 \| Carlos Pedro Ulrico (Pedro III) Duque de Schleswig- Holstein-Gottorp 1728-1739-1762 Emperador de Rusia r. 1762-1762 \| Carlos Pedro Ulrico (Pedro III) Duque de Schleswig- Holstein-Gottorp 1728-1739-1762 Emperador de Rusia r. 1762-1762 \| \| \| Gustavo III Rey de Suecia 1746-1771-1792 \| Gustavo III Rey de Suecia 1746-1771-1792 \| Gustavo III Rey de Suecia 1746-1771-1792 \| Gustavo III Rey de Suecia 1746-1771-1792 \| Gustavo III Rey de Suecia 1746-1771-1792 \| Gustavo III Rey de Suecia 1746-1771-1792 \| \| \| Carlos XIII Rey de Suecia 1748-1809-1818 Rey de Noruega r. 1814-1818 \| Carlos XIII Rey de Suecia 1748-1809-1818 Rey de Noruega r. 1814-1818 \| Carlos XIII Rey de Suecia 1748-1809-1818 Rey de Noruega r. 1814-1818 \| Carlos XIII Rey de Suecia 1748-1809-1818 Rey de Noruega r. 1814-1818 \| Carlos XIII Rey de Suecia 1748-1809-1818 Rey de Noruega r. 1814-1818 \| Carlos XIII Rey de Suecia 1748-1809-1818 Rey de Noruega r. 1814-1818 \| \| \| Guillermo Duque de Oldemburgo 1754-1785-1823 \| Guillermo Duque de Oldemburgo 1754-1785-1823 \| Guillermo Duque de Oldemburgo 1754-1785-1823 \| Guillermo Duque de Oldemburgo 1754-1785-1823 \| Guillermo Duque de Oldemburgo 1754-1785-1823 \| Guillermo Duque de Oldemburgo 1754-1785-1823 \| \| \| Pedro I Duque de Oldemburgo 1755- 1823-1829 \| Pedro I Duque de Oldemburgo 1755- 1823-1829 \| Pedro I Duque de Oldemburgo 1755- 1823-1829 \| Pedro I Duque de Oldemburgo 1755- 1823-1829 \| Pedro I Duque de Oldemburgo 1755- 1823-1829 \| Pedro I Duque de Oldemburgo 1755- 1823-1829 \| \| \| \| \| \| \| \| \| \| \| \| \| \| \| \| \| \| \| \| \| \| \| \| \| \| \| \| \| \| Pablo I Emperador de Rusia 1754-1796-1801 \| Pablo I Emperador de Rusia 1754-1796-1801 \| Pablo I Emperador de Rusia 1754-1796-1801 \| Pablo I Emperador de Rusia 1754-1796-1801 \| Pablo I Emperador de Rusia 1754-1796-1801 \| Pablo I Emperador de Rusia 1754-1796-1801 \| \| \| Gustavo IV Adolfo Rey de Suecia 1778-1792-1809-1837 \| Gustavo IV Adolfo Rey de Suecia 1778-1792-1809-1837 \| Gustavo IV Adolfo Rey de Suecia 1778-1792-1809-1837 \| Gustavo IV Adolfo Rey de Suecia 1778-1792-1809-1837 \| Gustavo IV Adolfo Rey de Suecia 1778-1792-1809-1837 \| Gustavo IV Adolfo Rey de Suecia 1778-1792-1809-1837 \| \| \| \| \| \| \| \| \| \| \| \| \| \| \| \| \| \| \| Augusto Gran Duque de Oldemburgo 1783- 1829-1853 \| Augusto Gran Duque de Oldemburgo 1783- 1829-1853 \| Augusto Gran Duque de Oldemburgo 1783- 1829-1853 \| Augusto Gran Duque de Oldemburgo 1783- 1829-1853 \| Augusto Gran Duque de Oldemburgo 1783- 1829-1853 \| Augusto Gran Duque de Oldemburgo 1783- 1829-1853 \| \| \| \| \| \| \| \| \| \| \| \| \| \| \| \| \| \| \| \| \| \| \| \| \| \| \| \| \| \| Pablo I Emperador de Rusia 1754-1796-1801 \| Pablo I Emperador de Rusia 1754-1796-1801 \| Pablo I Emperador de Rusia 1754-1796-1801 \| Pablo I Emperador de Rusia 1754-1796-1801 \| Pablo I Emperador de Rusia 1754-1796-1801 \| Pablo I Emperador de Rusia 1754-1796-1801 \| \| \| Gustavo IV Adolfo Rey de Suecia 1778-1792-1809-1837 \| Gustavo IV Adolfo Rey de Suecia 1778-1792-1809-1837 \| Gustavo IV Adolfo Rey de Suecia 1778-1792-1809-1837 \| Gustavo IV Adolfo Rey de Suecia 1778-1792-1809-1837 \| Gustavo IV Adolfo Rey de Suecia 1778-1792-1809-1837 \| Gustavo IV Adolfo Rey de Suecia 1778-1792-1809-1837 \| \| \| \| \| \| \| \| \| \| \| \| \| \| \| \| \| \| \| Augusto Gran Duque de Oldemburgo 1783- 1829-1853 \| Augusto Gran Duque de Oldemburgo 1783- 1829-1853 \| Augusto Gran Duque de Oldemburgo 1783- 1829-1853 \| Augusto Gran Duque de Oldemburgo 1783- 1829-1853 \| Augusto Gran Duque de Oldemburgo 1783- 1829-1853 \| Augusto Gran Duque de Oldemburgo 1783- 1829-1853 \| \| \| \| \| \| \| \| \| \| \| \| \| \| \| \| \| \| \| \| \| \| \| \| \| \| \| \| \| \| \| \| \| \| \| \| \| \| \| \| \| \| \| \| \| \| \| \| \| \| \| \| \| \| \| \| \| \| \| \| \| \| \| \| \| \| \| \| \| \| \| \| \| \| \| \| \| \| \| \| \| \| \| \| \| \| \| \| \| \| \| \| \| \| \| \| \| Alejandro I Emperador de Rusia 1777-1801-1825 \| Alejandro I Emperador de Rusia 1777-1801-1825 \| Alejandro I Emperador de Rusia 1777-1801-1825 \| Alejandro I Emperador de Rusia 1777-1801-1825 \| Alejandro I Emperador de Rusia 1777-1801-1825 \| Alejandro I Emperador de Rusia 1777-1801-1825 \| \| \| Nicolás I Emperador de Rusia 1796-1825-1855 \| Nicolás I Emperador de Rusia 1796-1825-1855 \| Nicolás I Emperador de Rusia 1796-1825-1855 \| Nicolás I Emperador de Rusia 1796-1825-1855 \| Nicolás I Emperador de Rusia 1796-1825-1855 \| Nicolás I Emperador de Rusia 1796-1825-1855 \| \| \| \| \| \| \| \| \| \| \| \| \| \| \| \| \| \| \| Pedro II Gran Duque de Oldemburgo 1827-1853-1900 \| Pedro II Gran Duque de Oldemburgo 1827-1853-1900 \| Pedro II Gran Duque de Oldemburgo 1827-1853-1900 \| Pedro II Gran Duque de Oldemburgo 1827-1853-1900 \| Pedro II Gran Duque de Oldemburgo 1827-1853-1900 \| Pedro II Gran Duque de Oldemburgo 1827-1853-1900 \| \| \| \| \| \| \| \| \| \| \| \| \| \| \| \| \| \| \| \| \| \| \| \| \| \| \| \| \| \| Alejandro I Emperador de Rusia 1777-1801-1825 \| Alejandro I Emperador de Rusia 1777-1801-1825 \| Alejandro I Emperador de Rusia 1777-1801-1825 \| Alejandro I Emperador de Rusia 1777-1801-1825 \| Alejandro I Emperador de Rusia 1777-1801-1825 \| Alejandro I Emperador de Rusia 1777-1801-1825 \| \| \| Nicolás I Emperador de Rusia 1796-1825-1855 \| Nicolás I Emperador de Rusia 1796-1825-1855 \| Nicolás I Emperador de Rusia 1796-1825-1855 \| Nicolás I Emperador de Rusia 1796-1825-1855 \| Nicolás I Emperador de Rusia 1796-1825-1855 \| Nicolás I Emperador de Rusia 1796-1825-1855 \| \| \| \| \| \| \| \| \| \| \| \| \| \| \| \| \| \| \| Pedro II Gran Duque de Oldemburgo 1827-1853-1900 \| Pedro II Gran Duque de Oldemburgo 1827-1853-1900 \| Pedro II Gran Duque de Oldemburgo 1827-1853-1900 \| Pedro II Gran Duque de Oldemburgo 1827-1853-1900 \| Pedro II Gran Duque de Oldemburgo 1827-1853-1900 \| Pedro II Gran Duque de Oldemburgo 1827-1853-1900 \| \| \| \| \| \| \| \| \| \| \| \| \| \| \| \| \| \| \| \| \| \| \| \| \| \| \| \| \| \| \| \| \| \| \| \| \| \| Alejandro II el Liberador Emperador de Rusia 1818-1855-1881 \| Alejandro II el Liberador Emperador de Rusia 1818-1855-1881 \| Alejandro II el Liberador Emperador de Rusia 1818-1855-1881 \| Alejandro II el Liberador Emperador de Rusia 1818-1855-1881 \| Alejandro II el Liberador Emperador de Rusia 1818-1855-1881 \| Alejandro II el Liberador Emperador de Rusia 1818-1855-1881 \| \| \| \| \| \| \| \| \| \| \| \| \| \| \| \| \| \| \| Federico Augusto II Gran Duque de Oldemburgo 1852-1900-1918-1931 \| Federico Augusto II Gran Duque de Oldemburgo 1852-1900-1918-1931 \| Federico Augusto II Gran Duque de Oldemburgo 1852-1900-1918-1931 \| Federico Augusto II Gran Duque de Oldemburgo 1852-1900-1918-1931 \| Federico Augusto II Gran Duque de Oldemburgo 1852-1900-1918-1931 \| Federico Augusto II Gran Duque de Oldemburgo 1852-1900-1918-1931 \| \| \| \| \| \| \| \| \| \| \| \| \| \| \| \| \| \| \| \| \| \| \| \| \| \| \| \| \| \| \| \| \| \| \| \| \| \| Alejandro II el Liberador Emperador de Rusia 1818-1855-1881 \| Alejandro II el Liberador Emperador de Rusia 1818-1855-1881 \| Alejandro II el Liberador Emperador de Rusia 1818-1855-1881 \| Alejandro II el Liberador Emperador de Rusia 1818-1855-1881 \| Alejandro II el Liberador Emperador de Rusia 1818-1855-1881 \| Alejandro II el Liberador Emperador de Rusia 1818-1855-1881 \| \| \| \| \| \| \| \| \| \| \| \| \| \| \| \| \| \| \| Federico Augusto II Gran Duque de Oldemburgo 1852-1900-1918-1931 \| Federico Augusto II Gran Duque de Oldemburgo 1852-1900-1918-1931 \| Federico Augusto II Gran Duque de Oldemburgo 1852-1900-1918-1931 \| Federico Augusto II Gran Duque de Oldemburgo 1852-1900-1918-1931 \| Federico Augusto II Gran Duque de Oldemburgo 1852-1900-1918-1931 \| Federico Augusto II Gran Duque de Oldemburgo 1852-1900-1918-1931 \| \| \| \| \| \| \| \| \| \| \| \| \| \| \| \| \| \| \| \| \| \| \| \| \| \| \| \| \| \| \| \| \| \| \| \| \| \| Alejandro III el Pacificador Emperador de Rusia 1845-1881-1894 \| \| \| \| \| \| \| \| \| \| \| \| \| \| \| \| \| \| \| \| \| \| \| \| \| \| \| \| \| \| \| \| \| \| \| \| \| \| \| \| \| \| \| \| \| \| \| \| \| \| \| \| \| \| \| \| \| \| \| \| \| \| \| \| \| \| \| \| \| \| \| \| \| \| \| \| \| \| \| \| \| \| \| \| \| \| \| \| \| \| \| \| \| \| \| \| \| \| \| \| \| \| \| \| \| \| \| \| \| \| \| \| \| \| \| \| \| \| \| \| \| \| \| \| \| \| \| \| \| \| \| \| \| \| Nicolás II Emperador de Rusia 1868-1894-1917-1918 \| \| \| \| \| \| \| \| \| \| \| \| \| \| \| \| \| \| \| \| \| \| \| \| \| \| \| \| \| \| \| \| \| \| \| \| \| \| \| \| \| \| \| \| \| \| \| \| \| \| \| \| \| \| \| \| \| \| | | | | | |  |  |                                                                     |                                                                     |                                                                     |                                                                     |                                                                     |                                                                     |  |  |                                                                      |                                                                      |                                                                      |                                                                      |                                                                      |                                                                      |  |  |                                                                      |                                                                 |                                                                 |                                                                 |                                                                 |                                                                 |  |  |                                                                  |                                                                  |                                                                  |                                                                  |                                                                  |                                                                  |  |  |  |  |  |  |  |  |  |  |  |  |  |  |  |  |  |  |  |  |  |  |  |  |  |  |  |  |
| | | | | | |  |  |                                                                     |                                                                     |                                                                     |                                                                     |                                                                     |                                                                     |  |  |                                                                      |                                                                      |                                                                      |                                                                      |                                                                      |                                                                      |  |  |                                                                      |                                                                 |                                                                 |                                                                 |                                                                 |                                                                 |  |  |                                                                  |                                                                  |                                                                  |                                                                  |                                                                  |                                                                  |  |  |  |  |  |  |  |  |  |  |  |  |  |  |  |  |  |  |  |  |  |  |  |  |  |  |  |  |
| | | | | | |  |  |                                                                     |                                                                     |                                                                     |                                                                     |                                                                     |                                                                     |  |  | Adolfo Duque de Schleswig- Holstein-Gottorp 1526-1544-1586           |                                                                      |                                                                      |                                                                      |                                                                      |                                                                      |  |  |                                                                      |                                                                 |                                                                 |                                                                 |                                                                 |                                                                 |  |  |                                                                  |                                                                  |                                                                  |                                                                  |                                                                  |                                                                  |  |  |  |  |  |  |  |  |  |  |  |  |  |  |  |  |  |  |  |  |  |  |  |  |  |  |  |  |
| | | | | | |  |  |                                                                     |                                                                     |                                                                     |                                                                     |                                                                     |                                                                     |  |  |                                                                      |                                                                      |                                                                      |                                                                      |                                                                      |                                                                      |  |  |                                                                      |                                                                 |                                                                 |                                                                 |                                                                 |                                                                 |  |  |                                                                  |                                                                  |                                                                  |                                                                  |                                                                  |                                                                  |  |  |  |  |  |  |  |  |  |  |  |  |  |  |  |  |  |  |  |  |  |  |  |  |  |  |  |  |
| | | | | | |  |  |                                                                     |                                                                     |                                                                     |                                                                     |                                                                     |                                                                     |  |  |                                                                      |                                                                      |                                                                      |                                                                      |                                                                      |                                                                      |  |  |                                                                      |                                                                 |                                                                 |                                                                 |                                                                 |                                                                 |  |  |                                                                  |                                                                  |                                                                  |                                                                  |                                                                  |                                                                  |  |  |  |  |  |  |  |  |  |  |  |  |  |  |  |  |  |  |  |  |  |  |  |  |  |  |  |  |
| | | | | | |  |  | Federico II Duque de Schleswig- Holstein-Gottorp 1568-1586-1587'    | Federico II Duque de Schleswig- Holstein-Gottorp 1568-1586-1587'    | Federico II Duque de Schleswig- Holstein-Gottorp 1568-1586-1587'    | Federico II Duque de Schleswig- Holstein-Gottorp 1568-1586-1587'    | Federico II Duque de Schleswig- Holstein-Gottorp 1568-1586-1587'    | Federico II Duque de Schleswig- Holstein-Gottorp 1568-1586-1587'    |  |  | Felipe Duque de Schleswig- Holstein-Gottorp 1570-1587-1590           | Felipe Duque de Schleswig- Holstein-Gottorp 1570-1587-1590           | Felipe Duque de Schleswig- Holstein-Gottorp 1570-1587-1590           | Felipe Duque de Schleswig- Holstein-Gottorp 1570-1587-1590           | Felipe Duque de Schleswig- Holstein-Gottorp 1570-1587-1590           | Felipe Duque de Schleswig- Holstein-Gottorp 1570-1587-1590           |  |  | Juan Adolfo Duque de Schleswig- Holstein-Gottorp 1575-1590-1616      | Juan Adolfo Duque de Schleswig- Holstein-Gottorp 1575-1590-1616 | Juan Adolfo Duque de Schleswig- Holstein-Gottorp 1575-1590-1616 | Juan Adolfo Duque de Schleswig- Holstein-Gottorp 1575-1590-1616 | Juan Adolfo Duque de Schleswig- Holstein-Gottorp 1575-1590-1616 | Juan Adolfo Duque de Schleswig- Holstein-Gottorp 1575-1590-1616 |  |  |                                                                  |                                                                  |                                                                  |                                                                  |                                                                  |                                                                  |  |  |  |  |  |  |  |  |  |  |  |  |  |  |  |  |  |  |  |  |  |  |  |  |  |  |  |  |
| | | | | | |  |  | Federico II Duque de Schleswig- Holstein-Gottorp 1568-1586-1587'    | Federico II Duque de Schleswig- Holstein-Gottorp 1568-1586-1587'    | Federico II Duque de Schleswig- Holstein-Gottorp 1568-1586-1587'    | Federico II Duque de Schleswig- Holstein-Gottorp 1568-1586-1587'    | Federico II Duque de Schleswig- Holstein-Gottorp 1568-1586-1587'    | Federico II Duque de Schleswig- Holstein-Gottorp 1568-1586-1587'    |  |  | Felipe Duque de Schleswig- Holstein-Gottorp 1570-1587-1590           | Felipe Duque de Schleswig- Holstein-Gottorp 1570-1587-1590           | Felipe Duque de Schleswig- Holstein-Gottorp 1570-1587-1590           | Felipe Duque de Schleswig- Holstein-Gottorp 1570-1587-1590           | Felipe Duque de Schleswig- Holstein-Gottorp 1570-1587-1590           | Felipe Duque de Schleswig- Holstein-Gottorp 1570-1587-1590           |  |  | Juan Adolfo Duque de Schleswig- Holstein-Gottorp 1575-1590-1616      | Juan Adolfo Duque de Schleswig- Holstein-Gottorp 1575-1590-1616 | Juan Adolfo Duque de Schleswig- Holstein-Gottorp 1575-1590-1616 | Juan Adolfo Duque de Schleswig- Holstein-Gottorp 1575-1590-1616 | Juan Adolfo Duque de Schleswig- Holstein-Gottorp 1575-1590-1616 | Juan Adolfo Duque de Schleswig- Holstein-Gottorp 1575-1590-1616 |  |  |                                                                  |                                                                  |                                                                  |                                                                  |                                                                  |                                                                  |  |  |  |  |  |  |  |  |  |  |  |  |  |  |  |  |  |  |  |  |  |  |  |  |  |  |  |  |
| | | | | | |  |  |                                                                     |                                                                     |                                                                     |                                                                     |                                                                     |                                                                     |  |  |                                                                      |                                                                      |                                                                      |                                                                      |                                                                      |                                                                      |  |  | Federico III Duque de Schleswig- Holstein-Gottorp 1597-1616-1659     |                                                                 |                                                                 |                                                                 |                                                                 |                                                                 |  |  |                                                                  |                                                                  |                                                                  |                                                                  |                                                                  |                                                                  |  |  |  |  |  |  |  |  |  |  |  |  |  |  |  |  |  |  |  |  |  |  |  |  |  |  |  |  |
| | | | | | |  |  |                                                                     |                                                                     |                                                                     |                                                                     |                                                                     |                                                                     |  |  |                                                                      |                                                                      |                                                                      |                                                                      |                                                                      |                                                                      |  |  |                                                                      |                                                                 |                                                                 |                                                                 |                                                                 |                                                                 |  |  |                                                                  |                                                                  |                                                                  |                                                                  |                                                                  |                                                                  |  |  |  |  |  |  |  |  |  |  |  |  |  |  |  |  |  |  |  |  |  |  |  |  |  |  |  |  |
| | | | | | |  |  |                                                                     |                                                                     |                                                                     |                                                                     |                                                                     |                                                                     |  |  |                                                                      |                                                                      |                                                                      |                                                                      |                                                                      |                                                                      |  |  | Cristián Alberto Duque de Schleswig- Holstein-Gottorp 1641-1659-1695 |                                                                 |                                                                 |                                                                 |                                                                 |                                                                 |  |  |                                                                  |                                                                  |                                                                  |                                                                  |                                                                  |                                                                  |  |  |  |  |  |  |  |  |  |  |  |  |  |  |  |  |  |  |  |  |  |  |  |  |  |  |  |  |
| | | | | | |  |  |                                                                     |                                                                     |                                                                     |                                                                     |                                                                     |                                                                     |  |  |                                                                      |                                                                      |                                                                      |                                                                      |                                                                      |                                                                      |  |  |                                                                      |                                                                 |                                                                 |                                                                 |                                                                 |                                                                 |  |  |                                                                  |                                                                  |                                                                  |                                                                  |                                                                  |                                                                  |  |  |  |  |  |  |  |  |  |  |  |  |  |  |  |  |  |  |  |  |  |  |  |  |  |  |  |  |
| | | | | | |  |  |                                                                     |                                                                     |                                                                     |                                                                     |                                                                     |                                                                     |  |  |                                                                      |                                                                      |                                                                      |                                                                      |                                                                      |                                                                      |  |  |                                                                      |                                                                 |                                                                 |                                                                 |                                                                 |                                                                 |  |  |                                                                  |                                                                  |                                                                  |                                                                  |                                                                  |                                                                  |  |  |  |  |  |  |  |  |  |  |  |  |  |  |  |  |  |  |  |  |  |  |  |  |  |  |  |  |
| | | | | | |  |  | Federico IV Duque de Schleswig- Holstein-Gottorp 1671-1695-1702     | Federico IV Duque de Schleswig- Holstein-Gottorp 1671-1695-1702     | Federico IV Duque de Schleswig- Holstein-Gottorp 1671-1695-1702     | Federico IV Duque de Schleswig- Holstein-Gottorp 1671-1695-1702     | Federico IV Duque de Schleswig- Holstein-Gottorp 1671-1695-1702     | Federico IV Duque de Schleswig- Holstein-Gottorp 1671-1695-1702     |  |  |                                                                      |                                                                      |                                                                      |                                                                      |                                                                      |                                                                      |  |  | Cristián Augusto 1673-1726                                           | Cristián Augusto 1673-1726                                      | Cristián Augusto 1673-1726                                      | Cristián Augusto 1673-1726                                      | Cristián Augusto 1673-1726                                      | Cristián Augusto 1673-1726                                      |  |  |                                                                  |                                                                  |                                                                  |                                                                  |                                                                  |                                                                  |  |  |  |  |  |  |  |  |  |  |  |  |  |  |  |  |  |  |  |  |  |  |  |  |  |  |  |  |
| Casa de Romanov | | | | | |  |  | Federico IV Duque de Schleswig- Holstein-Gottorp 1671-1695-1702     | Federico IV Duque de Schleswig- Holstein-Gottorp 1671-1695-1702     | Federico IV Duque de Schleswig- Holstein-Gottorp 1671-1695-1702     | Federico IV Duque de Schleswig- Holstein-Gottorp 1671-1695-1702     | Federico IV Duque de Schleswig- Holstein-Gottorp 1671-1695-1702     | Federico IV Duque de Schleswig- Holstein-Gottorp 1671-1695-1702     |  |  |                                                                      |                                                                      |                                                                      |                                                                      |                                                                      |                                                                      |  |  | Cristián Augusto 1673-1726                                           | Cristián Augusto 1673-1726                                      | Cristián Augusto 1673-1726                                      | Cristián Augusto 1673-1726                                      | Cristián Augusto 1673-1726                                      | Cristián Augusto 1673-1726                                      |  |  |                                                                  |                                                                  |                                                                  |                                                                  |                                                                  |                                                                  |  |  |  |  |  |  |  |  |  |  |  |  |  |  |  |  |  |  |  |  |  |  |  |  |  |  |  |  |
| | | | | | |  |  |                                                                     |                                                                     |                                                                     |                                                                     |                                                                     |                                                                     |  |  |                                                                      |                                                                      |                                                                      |                                                                      |                                                                      |                                                                      |  |  |                                                                      |                                                                 |                                                                 |                                                                 |                                                                 |                                                                 |  |  |                                                                  |                                                                  |                                                                  |                                                                  |                                                                  |                                                                  |  |  |  |  |  |  |  |  |  |  |  |  |  |  |  |  |  |  |  |  |  |  |  |  |  |  |  |  |
| Ana de Rusia Duquesa consorte de Holstein-Gottorp 1708-1725-1728 | Ana de Rusia Duquesa consorte de Holstein-Gottorp 1708-1725-1728                                                    | Ana de Rusia Duquesa consorte de Holstein-Gottorp 1708-1725-1728                                                    | Ana de Rusia Duquesa consorte de Holstein-Gottorp 1708-1725-1728                                                    | Ana de Rusia Duquesa consorte de Holstein-Gottorp 1708-1725-1728                                                    | Ana de Rusia Duquesa consorte de Holstein-Gottorp 1708-1725-1728                                                    |  |  | Carlos Federico Duque de Schleswig- Holstein-Gottorp 1700-1702-1739 | Carlos Federico Duque de Schleswig- Holstein-Gottorp 1700-1702-1739 | Carlos Federico Duque de Schleswig- Holstein-Gottorp 1700-1702-1739 | Carlos Federico Duque de Schleswig- Holstein-Gottorp 1700-1702-1739 | Carlos Federico Duque de Schleswig- Holstein-Gottorp 1700-1702-1739 | Carlos Federico Duque de Schleswig- Holstein-Gottorp 1700-1702-1739 |  |  | Adolfo Federico Rey de Suecia 1710-1751-1771                         | Adolfo Federico Rey de Suecia 1710-1751-1771                         | Adolfo Federico Rey de Suecia 1710-1751-1771                         | Adolfo Federico Rey de Suecia 1710-1751-1771                         | Adolfo Federico Rey de Suecia 1710-1751-1771                         | Adolfo Federico Rey de Suecia 1710-1751-1771                         |  |  | Federico Augusto I Duque de Oldemburgo 1711-1774-1785                | Federico Augusto I Duque de Oldemburgo 1711-1774-1785           | Federico Augusto I Duque de Oldemburgo 1711-1774-1785           | Federico Augusto I Duque de Oldemburgo 1711-1774-1785           | Federico Augusto I Duque de Oldemburgo 1711-1774-1785           | Federico Augusto I Duque de Oldemburgo 1711-1774-1785           |  |  | Jorge Luis 1719-1763                                             | Jorge Luis 1719-1763                                             | Jorge Luis 1719-1763                                             | Jorge Luis 1719-1763                                             | Jorge Luis 1719-1763                                             | Jorge Luis 1719-1763                                             |  |  |  |  |  |  |  |  |  |  |  |  |  |  |  |  |  |  |  |  |  |  |  |  |  |  |  |  |
| Ana de Rusia Duquesa consorte de Holstein-Gottorp 1708-1725-1728 | Ana de Rusia Duquesa consorte de Holstein-Gottorp 1708-1725-1728                                                    | Ana de Rusia Duquesa consorte de Holstein-Gottorp 1708-1725-1728                                                    | Ana de Rusia Duquesa consorte de Holstein-Gottorp 1708-1725-1728                                                    | Ana de Rusia Duquesa consorte de Holstein-Gottorp 1708-1725-1728                                                    | Ana de Rusia Duquesa consorte de Holstein-Gottorp 1708-1725-1728                                                    |  |  | Carlos Federico Duque de Schleswig- Holstein-Gottorp 1700-1702-1739 | Carlos Federico Duque de Schleswig- Holstein-Gottorp 1700-1702-1739 | Carlos Federico Duque de Schleswig- Holstein-Gottorp 1700-1702-1739 | Carlos Federico Duque de Schleswig- Holstein-Gottorp 1700-1702-1739 | Carlos Federico Duque de Schleswig- Holstein-Gottorp 1700-1702-1739 | Carlos Federico Duque de Schleswig- Holstein-Gottorp 1700-1702-1739 |  |  | Adolfo Federico Rey de Suecia 1710-1751-1771                         | Adolfo Federico Rey de Suecia 1710-1751-1771                         | Adolfo Federico Rey de Suecia 1710-1751-1771                         | Adolfo Federico Rey de Suecia 1710-1751-1771                         | Adolfo Federico Rey de Suecia 1710-1751-1771                         | Adolfo Federico Rey de Suecia 1710-1751-1771                         |  |  | Federico Augusto I Duque de Oldemburgo 1711-1774-1785                | Federico Augusto I Duque de Oldemburgo 1711-1774-1785           | Federico Augusto I Duque de Oldemburgo 1711-1774-1785           | Federico Augusto I Duque de Oldemburgo 1711-1774-1785           | Federico Augusto I Duque de Oldemburgo 1711-1774-1785           | Federico Augusto I Duque de Oldemburgo 1711-1774-1785           |  |  | Jorge Luis 1719-1763                                             | Jorge Luis 1719-1763                                             | Jorge Luis 1719-1763                                             | Jorge Luis 1719-1763                                             | Jorge Luis 1719-1763                                             | Jorge Luis 1719-1763                                             |  |  |  |  |  |  |  |  |  |  |  |  |  |  |  |  |  |  |  |  |  |  |  |  |  |  |  |  |
| | | | | | |  |  |                                                                     |                                                                     |                                                                     |                                                                     |                                                                     |                                                                     |  |  |                                                                      |                                                                      |                                                                      |                                                                      |                                                                      |                                                                      |  |  |                                                                      |                                                                 |                                                                 |                                                                 |                                                                 |                                                                 |  |  |                                                                  |                                                                  |                                                                  |                                                                  |                                                                  |                                                                  |  |  |  |  |  |  |  |  |  |  |  |  |  |  |  |  |  |  |  |  |  |  |  |  |  |  |  |  |
| | | | | | |  |  |                                                                     |                                                                     |                                                                     |                                                                     |                                                                     |                                                                     |  |  |                                                                      |                                                                      |                                                                      |                                                                      |                                                                      |                                                                      |  |  |                                                                      |                                                                 |                                                                 |                                                                 |                                                                 |                                                                 |  |  |                                                                  |                                                                  |                                                                  |                                                                  |                                                                  |                                                                  |  |  |  |  |  |  |  |  |  |  |  |  |  |  |  |  |  |  |  |  |  |  |  |  |  |  |  |  |
| Casa de Holstein- Gottorp-Romanov | | | | | |  |  |                                                                     |                                                                     |                                                                     |                                                                     |                                                                     |                                                                     |  |  |                                                                      |                                                                      |                                                                      |                                                                      |                                                                      |                                                                      |  |  |                                                                      |                                                                 |                                                                 |                                                                 |                                                                 |                                                                 |  |  |                                                                  |                                                                  |                                                                  |                                                                  |                                                                  |                                                                  |  |  |  |  |  |  |  |  |  |  |  |  |  |  |  |  |  |  |  |  |  |  |  |  |  |  |  |  |
| Carlos Pedro Ulrico (Pedro III) Duque de Schleswig- Holstein-Gottorp 1728-1739-1762 Emperador de Rusia r. 1762-1762 | Carlos Pedro Ulrico (Pedro III) Duque de Schleswig- Holstein-Gottorp 1728-1739-1762 Emperador de Rusia r. 1762-1762 | Carlos Pedro Ulrico (Pedro III) Duque de Schleswig- Holstein-Gottorp 1728-1739-1762 Emperador de Rusia r. 1762-1762 | Carlos Pedro Ulrico (Pedro III) Duque de Schleswig- Holstein-Gottorp 1728-1739-1762 Emperador de Rusia r. 1762-1762 | Carlos Pedro Ulrico (Pedro III) Duque de Schleswig- Holstein-Gottorp 1728-1739-1762 Emperador de Rusia r. 1762-1762 | Carlos Pedro Ulrico (Pedro III) Duque de Schleswig- Holstein-Gottorp 1728-1739-1762 Emperador de Rusia r. 1762-1762 |  |  | Gustavo III Rey de Suecia 1746-1771-1792                            | Gustavo III Rey de Suecia 1746-1771-1792                            | Gustavo III Rey de Suecia 1746-1771-1792                            | Gustavo III Rey de Suecia 1746-1771-1792                            | Gustavo III Rey de Suecia 1746-1771-1792                            | Gustavo III Rey de Suecia 1746-1771-1792                            |  |  | Carlos XIII Rey de Suecia 1748-1809-1818 Rey de Noruega r. 1814-1818 | Carlos XIII Rey de Suecia 1748-1809-1818 Rey de Noruega r. 1814-1818 | Carlos XIII Rey de Suecia 1748-1809-1818 Rey de Noruega r. 1814-1818 | Carlos XIII Rey de Suecia 1748-1809-1818 Rey de Noruega r. 1814-1818 | Carlos XIII Rey de Suecia 1748-1809-1818 Rey de Noruega r. 1814-1818 | Carlos XIII Rey de Suecia 1748-1809-1818 Rey de Noruega r. 1814-1818 |  |  | Guillermo Duque de Oldemburgo 1754-1785-1823                         | Guillermo Duque de Oldemburgo 1754-1785-1823                    | Guillermo Duque de Oldemburgo 1754-1785-1823                    | Guillermo Duque de Oldemburgo 1754-1785-1823                    | Guillermo Duque de Oldemburgo 1754-1785-1823                    | Guillermo Duque de Oldemburgo 1754-1785-1823                    |  |  | Pedro I Duque de Oldemburgo 1755- 1823-1829                      | Pedro I Duque de Oldemburgo 1755- 1823-1829                      | Pedro I Duque de Oldemburgo 1755- 1823-1829                      | Pedro I Duque de Oldemburgo 1755- 1823-1829                      | Pedro I Duque de Oldemburgo 1755- 1823-1829                      | Pedro I Duque de Oldemburgo 1755- 1823-1829                      |  |  |  |  |  |  |  |  |  |  |  |  |  |  |  |  |  |  |  |  |  |  |  |  |  |  |  |  |
| Carlos Pedro Ulrico (Pedro III) Duque de Schleswig- Holstein-Gottorp 1728-1739-1762 Emperador de Rusia r. 1762-1762 | Carlos Pedro Ulrico (Pedro III) Duque de Schleswig- Holstein-Gottorp 1728-1739-1762 Emperador de Rusia r. 1762-1762 | Carlos Pedro Ulrico (Pedro III) Duque de Schleswig- Holstein-Gottorp 1728-1739-1762 Emperador de Rusia r. 1762-1762 | Carlos Pedro Ulrico (Pedro III) Duque de Schleswig- Holstein-Gottorp 1728-1739-1762 Emperador de Rusia r. 1762-1762 | Carlos Pedro Ulrico (Pedro III) Duque de Schleswig- Holstein-Gottorp 1728-1739-1762 Emperador de Rusia r. 1762-1762 | Carlos Pedro Ulrico (Pedro III) Duque de Schleswig- Holstein-Gottorp 1728-1739-1762 Emperador de Rusia r. 1762-1762 |  |  | Gustavo III Rey de Suecia 1746-1771-1792                            | Gustavo III Rey de Suecia 1746-1771-1792                            | Gustavo III Rey de Suecia 1746-1771-1792                            | Gustavo III Rey de Suecia 1746-1771-1792                            | Gustavo III Rey de Suecia 1746-1771-1792                            | Gustavo III Rey de Suecia 1746-1771-1792                            |  |  | Carlos XIII Rey de Suecia 1748-1809-1818 Rey de Noruega r. 1814-1818 | Carlos XIII Rey de Suecia 1748-1809-1818 Rey de Noruega r. 1814-1818 | Carlos XIII Rey de Suecia 1748-1809-1818 Rey de Noruega r. 1814-1818 | Carlos XIII Rey de Suecia 1748-1809-1818 Rey de Noruega r. 1814-1818 | Carlos XIII Rey de Suecia 1748-1809-1818 Rey de Noruega r. 1814-1818 | Carlos XIII Rey de Suecia 1748-1809-1818 Rey de Noruega r. 1814-1818 |  |  | Guillermo Duque de Oldemburgo 1754-1785-1823                         | Guillermo Duque de Oldemburgo 1754-1785-1823                    | Guillermo Duque de Oldemburgo 1754-1785-1823                    | Guillermo Duque de Oldemburgo 1754-1785-1823                    | Guillermo Duque de Oldemburgo 1754-1785-1823                    | Guillermo Duque de Oldemburgo 1754-1785-1823                    |  |  | Pedro I Duque de Oldemburgo 1755- 1823-1829                      | Pedro I Duque de Oldemburgo 1755- 1823-1829                      | Pedro I Duque de Oldemburgo 1755- 1823-1829                      | Pedro I Duque de Oldemburgo 1755- 1823-1829                      | Pedro I Duque de Oldemburgo 1755- 1823-1829                      | Pedro I Duque de Oldemburgo 1755- 1823-1829                      |  |  |  |  |  |  |  |  |  |  |  |  |  |  |  |  |  |  |  |  |  |  |  |  |  |  |  |  |
| Pablo I Emperador de Rusia 1754-1796-1801 | Pablo I Emperador de Rusia 1754-1796-1801                                                                           | Pablo I Emperador de Rusia 1754-1796-1801                                                                           | Pablo I Emperador de Rusia 1754-1796-1801                                                                           | Pablo I Emperador de Rusia 1754-1796-1801                                                                           | Pablo I Emperador de Rusia 1754-1796-1801                                                                           |  |  | Gustavo IV Adolfo Rey de Suecia 1778-1792-1809-1837                 | Gustavo IV Adolfo Rey de Suecia 1778-1792-1809-1837                 | Gustavo IV Adolfo Rey de Suecia 1778-1792-1809-1837                 | Gustavo IV Adolfo Rey de Suecia 1778-1792-1809-1837                 | Gustavo IV Adolfo Rey de Suecia 1778-1792-1809-1837                 | Gustavo IV Adolfo Rey de Suecia 1778-1792-1809-1837                 |  |  |                                                                      |                                                                      |                                                                      |                                                                      |                                                                      |                                                                      |  |  |                                                                      |                                                                 |                                                                 |                                                                 |                                                                 |                                                                 |  |  | Augusto Gran Duque de Oldemburgo 1783- 1829-1853                 | Augusto Gran Duque de Oldemburgo 1783- 1829-1853                 | Augusto Gran Duque de Oldemburgo 1783- 1829-1853                 | Augusto Gran Duque de Oldemburgo 1783- 1829-1853                 | Augusto Gran Duque de Oldemburgo 1783- 1829-1853                 | Augusto Gran Duque de Oldemburgo 1783- 1829-1853                 |  |  |  |  |  |  |  |  |  |  |  |  |  |  |  |  |  |  |  |  |  |  |  |  |  |  |  |  |
| Pablo I Emperador de Rusia 1754-1796-1801 | Pablo I Emperador de Rusia 1754-1796-1801                                                                           | Pablo I Emperador de Rusia 1754-1796-1801                                                                           | Pablo I Emperador de Rusia 1754-1796-1801                                                                           | Pablo I Emperador de Rusia 1754-1796-1801                                                                           | Pablo I Emperador de Rusia 1754-1796-1801                                                                           |  |  | Gustavo IV Adolfo Rey de Suecia 1778-1792-1809-1837                 | Gustavo IV Adolfo Rey de Suecia 1778-1792-1809-1837                 | Gustavo IV Adolfo Rey de Suecia 1778-1792-1809-1837                 | Gustavo IV Adolfo Rey de Suecia 1778-1792-1809-1837                 | Gustavo IV Adolfo Rey de Suecia 1778-1792-1809-1837                 | Gustavo IV Adolfo Rey de Suecia 1778-1792-1809-1837                 |  |  |                                                                      |                                                                      |                                                                      |                                                                      |                                                                      |                                                                      |  |  |                                                                      |                                                                 |                                                                 |                                                                 |                                                                 |                                                                 |  |  | Augusto Gran Duque de Oldemburgo 1783- 1829-1853                 | Augusto Gran Duque de Oldemburgo 1783- 1829-1853                 | Augusto Gran Duque de Oldemburgo 1783- 1829-1853                 | Augusto Gran Duque de Oldemburgo 1783- 1829-1853                 | Augusto Gran Duque de Oldemburgo 1783- 1829-1853                 | Augusto Gran Duque de Oldemburgo 1783- 1829-1853                 |  |  |  |  |  |  |  |  |  |  |  |  |  |  |  |  |  |  |  |  |  |  |  |  |  |  |  |  |
| | | | | | |  |  |                                                                     |                                                                     |                                                                     |                                                                     |                                                                     |                                                                     |  |  |                                                                      |                                                                      |                                                                      |                                                                      |                                                                      |                                                                      |  |  |                                                                      |                                                                 |                                                                 |                                                                 |                                                                 |                                                                 |  |  |                                                                  |                                                                  |                                                                  |                                                                  |                                                                  |                                                                  |  |  |  |  |  |  |  |  |  |  |  |  |  |  |  |  |  |  |  |  |  |  |  |  |  |  |  |  |
| Alejandro I Emperador de Rusia 1777-1801-1825 | Alejandro I Emperador de Rusia 1777-1801-1825                                                                       | Alejandro I Emperador de Rusia 1777-1801-1825                                                                       | Alejandro I Emperador de Rusia 1777-1801-1825                                                                       | Alejandro I Emperador de Rusia 1777-1801-1825                                                                       | Alejandro I Emperador de Rusia 1777-1801-1825                                                                       |  |  | Nicolás I Emperador de Rusia 1796-1825-1855                         | Nicolás I Emperador de Rusia 1796-1825-1855                         | Nicolás I Emperador de Rusia 1796-1825-1855                         | Nicolás I Emperador de Rusia 1796-1825-1855                         | Nicolás I Emperador de Rusia 1796-1825-1855                         | Nicolás I Emperador de Rusia 1796-1825-1855                         |  |  |                                                                      |                                                                      |                                                                      |                                                                      |                                                                      |                                                                      |  |  |                                                                      |                                                                 |                                                                 |                                                                 |                                                                 |                                                                 |  |  | Pedro II Gran Duque de Oldemburgo 1827-1853-1900                 | Pedro II Gran Duque de Oldemburgo 1827-1853-1900                 | Pedro II Gran Duque de Oldemburgo 1827-1853-1900                 | Pedro II Gran Duque de Oldemburgo 1827-1853-1900                 | Pedro II Gran Duque de Oldemburgo 1827-1853-1900                 | Pedro II Gran Duque de Oldemburgo 1827-1853-1900                 |  |  |  |  |  |  |  |  |  |  |  |  |  |  |  |  |  |  |  |  |  |  |  |  |  |  |  |  |
| Alejandro I Emperador de Rusia 1777-1801-1825 | Alejandro I Emperador de Rusia 1777-1801-1825                                                                       | Alejandro I Emperador de Rusia 1777-1801-1825                                                                       | Alejandro I Emperador de Rusia 1777-1801-1825                                                                       | Alejandro I Emperador de Rusia 1777-1801-1825                                                                       | Alejandro I Emperador de Rusia 1777-1801-1825                                                                       |  |  | Nicolás I Emperador de Rusia 1796-1825-1855                         | Nicolás I Emperador de Rusia 1796-1825-1855                         | Nicolás I Emperador de Rusia 1796-1825-1855                         | Nicolás I Emperador de Rusia 1796-1825-1855                         | Nicolás I Emperador de Rusia 1796-1825-1855                         | Nicolás I Emperador de Rusia 1796-1825-1855                         |  |  |                                                                      |                                                                      |                                                                      |                                                                      |                                                                      |                                                                      |  |  |                                                                      |                                                                 |                                                                 |                                                                 |                                                                 |                                                                 |  |  | Pedro II Gran Duque de Oldemburgo 1827-1853-1900                 | Pedro II Gran Duque de Oldemburgo 1827-1853-1900                 | Pedro II Gran Duque de Oldemburgo 1827-1853-1900                 | Pedro II Gran Duque de Oldemburgo 1827-1853-1900                 | Pedro II Gran Duque de Oldemburgo 1827-1853-1900                 | Pedro II Gran Duque de Oldemburgo 1827-1853-1900                 |  |  |  |  |  |  |  |  |  |  |  |  |  |  |  |  |  |  |  |  |  |  |  |  |  |  |  |  |
| | | | | | |  |  | Alejandro II el Liberador Emperador de Rusia 1818-1855-1881         | Alejandro II el Liberador Emperador de Rusia 1818-1855-1881         | Alejandro II el Liberador Emperador de Rusia 1818-1855-1881         | Alejandro II el Liberador Emperador de Rusia 1818-1855-1881         | Alejandro II el Liberador Emperador de Rusia 1818-1855-1881         | Alejandro II el Liberador Emperador de Rusia 1818-1855-1881         |  |  |                                                                      |                                                                      |                                                                      |                                                                      |                                                                      |                                                                      |  |  |                                                                      |                                                                 |                                                                 |                                                                 |                                                                 |                                                                 |  |  | Federico Augusto II Gran Duque de Oldemburgo 1852-1900-1918-1931 | Federico Augusto II Gran Duque de Oldemburgo 1852-1900-1918-1931 | Federico Augusto II Gran Duque de Oldemburgo 1852-1900-1918-1931 | Federico Augusto II Gran Duque de Oldemburgo 1852-1900-1918-1931 | Federico Augusto II Gran Duque de Oldemburgo 1852-1900-1918-1931 | Federico Augusto II Gran Duque de Oldemburgo 1852-1900-1918-1931 |  |  |  |  |  |  |  |  |  |  |  |  |  |  |  |  |  |  |  |  |  |  |  |  |  |  |  |  |
| | | | | | |  |  | Alejandro II el Liberador Emperador de Rusia 1818-1855-1881         | Alejandro II el Liberador Emperador de Rusia 1818-1855-1881         | Alejandro II el Liberador Emperador de Rusia 1818-1855-1881         | Alejandro II el Liberador Emperador de Rusia 1818-1855-1881         | Alejandro II el Liberador Emperador de Rusia 1818-1855-1881         | Alejandro II el Liberador Emperador de Rusia 1818-1855-1881         |  |  |                                                                      |                                                                      |                                                                      |                                                                      |                                                                      |                                                                      |  |  |                                                                      |                                                                 |                                                                 |                                                                 |                                                                 |                                                                 |  |  | Federico Augusto II Gran Duque de Oldemburgo 1852-1900-1918-1931 | Federico Augusto II Gran Duque de Oldemburgo 1852-1900-1918-1931 | Federico Augusto II Gran Duque de Oldemburgo 1852-1900-1918-1931 | Federico Augusto II Gran Duque de Oldemburgo 1852-1900-1918-1931 | Federico Augusto II Gran Duque de Oldemburgo 1852-1900-1918-1931 | Federico Augusto II Gran Duque de Oldemburgo 1852-1900-1918-1931 |  |  |  |  |  |  |  |  |  |  |  |  |  |  |  |  |  |  |  |  |  |  |  |  |  |  |  |  |
| | | | | | |  |  | Alejandro III el Pacificador Emperador de Rusia 1845-1881-1894      |                                                                     |                                                                     |                                                                     |                                                                     |                                                                     |  |  |                                                                      |                                                                      |                                                                      |                                                                      |                                                                      |                                                                      |  |  |                                                                      |                                                                 |                                                                 |                                                                 |                                                                 |                                                                 |  |  |                                                                  |                                                                  |                                                                  |                                                                  |                                                                  |                                                                  |  |  |  |  |  |  |  |  |  |  |  |  |  |  |  |  |  |  |  |  |  |  |  |  |  |  |  |  |
| | | | | | |  |  |                                                                     |                                                                     |                                                                     |                                                                     |                                                                     |                                                                     |  |  |                                                                      |                                                                      |                                                                      |                                                                      |                                                                      |                                                                      |  |  |                                                                      |                                                                 |                                                                 |                                                                 |                                                                 |                                                                 |  |  |                                                                  |                                                                  |                                                                  |                                                                  |                                                                  |                                                                  |  |  |  |  |  |  |  |  |  |  |  |  |  |  |  |  |  |  |  |  |  |  |  |  |  |  |  |  |
| | | | | | |  |  | Nicolás II Emperador de Rusia 1868-1894-1917-1918                   |                                                                     |                                                                     |                                                                     |                                                                     |                                                                     |  |  |                                                                      |                                                                      |                                                                      |                                                                      |                                                                      |                                                                      |  |  |                                                                      |                                                                 |                                                                 |                                                                 |                                                                 |                                                                 |  |  |                                                                  |                                                                  |                                                                  |                                                                  |                                                                  |                                                                  |  |  |  |  |  |  |  |  |  |  |  |  |  |  |  |  |  |  |  |  |  |  |  |  |  |  |  |  |